# 赵胜利
赵胜利（1963年4月11日—），男，安徽蚌埠人，中国美术家协会理事，曾任集美大学美术学院院长。

## 生平
1985年毕业于安徽师范大学艺术系美术专业。后考取南京艺术学院研究生班，2007年获江南大学工程硕士学位。2002年调入集美大学艺术学院任教，曾担任集美大学美术学院院长。现任福建省文联二级巡视员、省美协副主席兼秘书长。
作品2007年入选福建省国画大展并获优秀奖，2009年入选福建省庆祝中华人民共和国成立60周年美术精品展，2009年获福建省高校美术作品精品展一等奖。

## 社会兼职
中国美术家协会理事，中国美术家协会民族美术艺术委员会副秘书长，福建省美术家协会驻会副主席兼秘书长，福建省人物画艺委会副主任，福建省画院特聘画师，集美大学美术学院教授、硕士生导师。